# Lawrence Johnston
Le major Lawrence Waterbury Johnston (1871-1958) est un militaire britannique et un créateur de jardins.

## Jeunes années et carrière militaire
Johnston naquit à Paris, dans une riche famille américaine d'agents de change de la Côte Est à Baltimore. Il étudia en Angleterre, à l'Université de Cambridge. Peu après avoir obtenu ses diplômes, il se fit naturaliser anglais. Il rejoignit l'Armée britannique et servit dans les Hussards du Northumberland pendant la Deuxième Guerre des Boers et, plus tard, pendant la Première Guerre mondiale, passant officier en 1901 pour atteindre le grade de major.

## Héritage
Ce fut un grand voyageur et il s'intéressa aux arts. On se souvient de lui pour avoir conçu le jardin du Hidcote Manor, dont s'occupe aujourd'hui le National Trust. Avec sa mère, Gertrude Winthrop, il acheta le Hidcote Manor en 1907 et commença un programme de travail qui s'étala sur quarante années pour dessiner le jardin de ses rêves. Collectionneur de plantes enthousiaste, il finança et entreprit plusieurs expéditions en Europe, en Asie, en Afrique et en Amérique du Sud pour rapporter des spécimens rares. En 1924, il acheta  Serre de la Madone près de Menton dans le Midi de la France pour y passer les mois d'hiver avec sa mère.
Après avoir légué sa propriété de Hidcote Manor au National Trust, le major Johnston s'installa définitivement en France en 1948 où il travailla à son autre jardin,  Serre de la Madone ; il y mourut en 1958. Il légua sa propriété à Nancy Lindsay (1896-1973) dont il avait été le mentor.

## Éponyme
Une rose d'un jaune brillant porte son nom, la semi-double grimpante 'Lawrence Johnston', obtenue par Pernet-Ducher en 1905.